# Erythrura viridifacies
Il diamante facciaverde o diamante delle Filippine (Erythrura viridifacies Hachisuka & Delacour, 1937) è un uccello passeriforme della famiglia degli Estrildidi.

## Distribuzione edhabitat
Questa specie è endemica dell'isola filippina di Luzon, della quale popola la porzione centrale e quella settentrionale: recenti avvistamenti fatti su Panay e Negros estenderebbero l'areale di questa specie anche a queste due isole.
L'habitat del diamante facciaverde è rappresentato dalle foreste di bambù ed anche dalle foreste collinari e montane: talvolta lo si può osservare anche nei parchi e nei giardini poco frequentati.

## Descrizione

### Dimensioni
Misura circa 12–13 cm di lunghezza, compresa la coda piuttosto allungata.

### Aspetto
L'aspetto è massiccio, con grosso becco e coda allungata, simile a quella del congenere diamante quadricolore.

La livrea è estremamente caratteristica nell'ambito del proprio genere di appartenenza, in quanto il diamante facciaverde (come intuibile sia dal nome comune che dal nome scientifico) presenta colorazione della testa e del corpo completamente di un colore verde brillante, che tende a scurirsi su dorso e ali ed a schiarirsi sul ventre, senza mostrare mascherine o calotte di diverso colore. La coda è invece del consueto colore rosso scarlatto, mentre il becco è nero, le zampe di colore carnicino e gli occhi bruni.

La femmina è molto simile al maschio, salvo mostrare sfumature grigie su petto e ventre.

## Biologia
Si tratta di uccelli estremamente timidi, che vivono indifferentemente in gruppetti di una decina d'esemplari, in coppie od addirittura solitari, muovendosi al tramonto ed al mattino attraverso il fogliame, scendendo raramente al suolo. Questa specie mostra abitudini seminomadiche, spostandosi verso aree più ricche di cibo quando le risorse nell'ambiente occupato cominciano a scarseggiare.

### Alimentazione
Il diamante facciaverde si nutre prevalentemente di semi di bambù e casuarina, che estrae direttamente dalle piante. Si può nutrire tuttavia anche di una vasta gamma di piccoli semi, che spezza col forte becco, oltre che di frutti, bacche, germogli e, sporadicamente, anche piccoli insetti volanti.

### Riproduzione
SI conosce estremamente poco riguardo alle abitudini riproduttive di questa specie timida e riservata, tuttavia si ritiene che esse non si discostino molto in termini di tempistica e di comportamento dal congenere ed assai simile diamante quadricolore.